# Liste der Krankenhäuser in München
Dies ist eine Liste der Krankenhäuser in München. Diese Liste beinhaltet aktuelle, historische, privat geführte und öffentlich-rechtlich geführte Krankenhäuser.

## Bestehende Krankenhäuser

### Legende
- Name/Koordinaten: Name des Krankenhauses sowie dessen Lagekoordinaten. Bei einem Klick auf die Koordinaten lässt sich die Lage des Krankenhauses auf verschiedenen Karten anzeigen.
- Jahr: Gründungsjahr des Krankenhauses.
- Vst.: Die Versorgungsstufe des Krankenhauses laut Krankenhausplan.
  - 1: Krankenhaus der Regelversorgung
  - 2: Krankenhaus der Schwerpunktversorgung
  - 3: Krankenhaus der Maximalversorgung
  - F: Fachkrankenhaus
- Träger: Gibt Auskunft über die Form des Trägers (freigemeinnützig, privat) bzw. bei Krankenhäusern, die von der öffentlichen Hand getragen werden, über die Gebietskörperschaft (Stadt München, Freistaat Bayern). Die Unikliniken sind durch die Abkürzungen LMU (Ludwig-Maximilians-Universität) und TUM (Technische Universität München) gekennzeichnet.
- Bettenanzahl: Zahl der Betten gemäß dem Krankenhausplans des Freistaates Bayern. Bei Krankenhäusern, die dort nicht aufgeführt werden stammt die Zahl von der Webseite der jeweiligen Einrichtung.
- Lehr-KH: Gibt an ob und von welcher Universität das Krankenhaus als Akademisches Lehrkrankenhaus genutzt wird.
- Stadtteil, in dem das Krankenhaus liegt, siehe dazu auch Liste der Stadtteile Münchens.
- Stadtbezirk, in dem das Krankenhaus liegt, siehe dazu auch Liste der Stadtbezirke Münchens.
- Bild: Foto eines Gebäudes des jeweiligen Klinikums.

### Liste
| Name Koordinaten                                                                                       | Jahr    | Vst. | Träger           | Betten- anzahl | Lehr- KH  | Stadtteil                  | Stadt- bezirk | Bild |
| --- | ------- | ---- | ---------------- | -------------- | --------- | -------------------------- | ------------- | ---- |
| Arabella Klinik 48° 9′ 4,1″ N, 11° 37′ 6,7″ O                                                          | 1970    | 1    | Privat           | 60             | –         | Bogenhausen (Arabellapark) | 13            |      |
| Artemed Fachklinik München 48° 7′ 49″ N, 11° 33′ 17,3″ O                                               | 1994    | F    | Privat           | 60             | –         | Ludwigsvorstadt            | 2             |      |
| ATOS Klinik München 48° 9′ 15,5″ N, 11° 37′ 0,1″ O                                                     | 2009    |      | Privat           | 40             | –         | Bogenhausen                | 13            |      |
| Augenklinik Herzog Carl Theodor 48° 8′ 54,3″ N, 11° 33′ 2,3″ O                                         | 1895    | F    | freigemeinnützig | 52             | –         | Maxvorstadt                | 3             |      |
| Augustinum Klinik München 48° 7′ 20,8″ N, 11° 29′ 18″ O                                                | 1964    | F    | freigemeinnützig | 155            | LMU       | Hadern                     | 20            |      |
| Dr. Lubos Kliniken Bogenhausen 48° 8′ 54,9″ N, 11° 36′ 52,7″ O                                         | 1957    | F    | Privat           | 90             | –         | Bogenhausen                | 13            |      |
| Chirurgisches Klinikum München Süd (vormals Rinecker-Klinik) 48° 6′ 10,9″ N, 11° 32′ 54,3″ O           | 2015    | F    | Privat           | 200            | –         | Thalkirchen                | 19            |      |
| Clinic Dr. Decker 48° 9′ 31,4″ N, 11° 35′ 22″ O                                                        | 1898    | 1    | Privat           | 45             | –         | Schwabing                  | 12            |      |
| Deutsches Herzzentrum München 48° 9′ 9,6″ N, 11° 32′ 56,8″ O                                           | 1972/73 | F    | Staat            | 197            | TUM       | Neuhausen                  | 9             |      |
| Diakoniewerk München-Maxvorstadt 48° 9′ 4,4″ N, 11° 34′ 11,2″ O                                        | 1963    | 1    | freigemeinnützig | 87             | –         | Maxvorstadt                | 3             |      |
| Dynamisch Psychiatrische Klinik Menterschwaige 48° 4′ 47″ N, 11° 33′ 25″ O                             | 1979    | F    | Privat           | 56             | –         | Harlaching                 | 18            |      |
| Frauenklinik Dr. Geisenhofer 48° 9′ 5,2″ N, 11° 35′ 46,7″ O                                            | 1940    | F    | Privat           | 75             | –         | Schwabing                  | 12            |      |
| Dr. Lubos Kliniken Pasing 48° 8′ 47,6″ N, 11° 27′ 27,8″ O                                              | 1951    | F    | Privat           | 50             | –         | Pasing                     | 21            |      |
| Frauenklinik Taxisstraße 48° 9′ 40,7″ N, 11° 31′ 55″ O                                                 | 1916    | 2    | freigemeinnützig | 155            | –         | Gern                       | 9             |      |
| kbo-Heckscher-Klinikum 48° 6′ 49,3″ N, 11° 34′ 57,9″ O                                                 | 1925    | F    | Bezirk           | 68             | LMU       | Obergiesing                | 17            |      |
| HNO-Klinik Dr. Gaertner 48° 8′ 36,9″ N, 11° 36′ 23″ O                                                  | 1953    | F    | Privat           | 23             | –         | Bogenhausen                | 13            |      |
| Internistische Klinik Dr. Müller 48° 6′ 9,1″ N, 11° 32′ 52,3″ O                                        | 1935    | F    | Privat           | 115            | –         | Thalkirchen                | 19            |      |
| Isar Klinikum 48° 8′ 4,5″ N, 11° 33′ 54,1″ O                                                           | 2008    | 1    | Privat           | 145            | –         | Ludwigsvorstadt            | 2             |      |
| Kinderzentrum München 48° 6′ 26″ N, 11° 28′ 42,4″ O                                                    | 1968    | F    | Bezirk           | 40             | –         | Großhadern                 | 20            |      |
| Klinik Thalkirchner Straße 48° 7′ 43,4″ N, 11° 33′ 51,4″ O                                             | 1929    | F    | Stadt            | 131            | –         | Isarvorstadt               | 2             |      |
| Klinik und Poliklinik für Dermatologie und Allergologie am Biederstein 48° 9′ 51,6″ N, 11° 35′ 37,1″ O | 1969    |      | Staat (TUM)      | 76             | Uniklinik | Schwabing                  | 12            |      |
| Klinikum Bogenhausen 48° 9′ 19,5″ N, 11° 37′ 29,6″ O                                                   | 1984    | 3    | Stadt            | 951            | TUM       | Bogenhausen                | 13            |      |
| Klinikum der Ludwig-Maximilians-Universität München                                                    |         | 3    | Staat (LMU)      | 2244           | Uniklinik |                            |               |      |
| Klinikum Dritter Orden 48° 9′ 56″ N, 11° 30′ 17″ O                                                     | 1912    | 2    | freigemeinnützig | 574            | LMU       | Nymphenburg                | 9             |      |
| Klinikum Harlaching 48° 5′ 7,9″ N, 11° 33′ 30″ O                                                       | 1899    | 3    | Stadt            | 749            | LMU       | Harlaching                 | 18            |      |
| Klinikum München Pasing 48° 8′ 41,1″ N, 11° 27′ 14,9″ O                                                | 1884    | 2    | Privat           | 400            | LMU       | Pasing                     | 21            |      |
| Klinikum München Perlach 48° 6′ 7,7″ N, 11° 37′ 44,7″ O                                                |         | 1    | Privat           | 170            | LMU       | Perlach                    | 16            |      |
| München Klinik Neuperlach 48° 5′ 41,4″ N, 11° 39′ 22,7″ O                                              | 1972    | 3    | Stadt            | 545            | LMU       | Neuperlach                 | 16            |      |
| Klinikum rechts der Isar 48° 8′ 14,3″ N, 11° 35′ 57,8″ O                                               | 1834    | 3    | Staat (TUM)      | 1091           | Uniklinik | Haidhausen                 | 5             |      |
| Klinikum Schwabing 48° 10′ 17,3″ N, 11° 34′ 38,9″ O                                                    | 1909    | 3    | Stadt            | 968            | LMU TUM   | Schwabing                  | 4             |      |
| Krankenhaus Barmherzige Brüder 48° 9′ 21,9″ N, 11° 30′ 35,7″ O                                         | 1917    | 1    | freigemeinnützig | 365            | TUM       | Nymphenburg                | 9             |      |
| Krankenhaus für Naturheilweisen 48° 5′ 6,6″ N, 11° 33′ 23,1″ O                                         | 1968    | F    | freigemeinnützig | 100            | –         | Harlaching                 | 18            |      |
| Krankenhaus Martha-Maria 48° 5′ 8″ N, 11° 32′ 4,5″ O                                                   | 1946    | 1    | freigemeinnützig | 110            | LMU       | Thalkirchen                | 19            |      |
| Krankenhaus Neuwittelsbach 48° 9′ 25″ N, 11° 31′ 32,6″ O                                               | 1973    | F    | freigemeinnützig | 132            | –         | Neuhausen                  | 9             |      |
| Maria-Theresia-Klinik 48° 7′ 35,9″ N, 11° 32′ 57,6″ O                                                  | 1930    | F    | freigemeinnützig | 68             | LMU       | Ludwigsvorstadt            | 2             |      |
| Max-Planck-Institut für Psychiatrie 48° 10′ 25,7″ N, 11° 34′ 33,4″ O                                   |         | –    | freigemeinnützig | 120            | –         | Schwabing                  | 4             |      |
| Schön Klinik München Schwabing 48° 10′ 19,3″ N, 11° 35′ 7,4″ O                                         | 1925    | F    | Privat           | 80             | –         | Schwabing                  | 12            |      |
| Schön Klinik München Harlaching 48° 6′ 14,4″ N, 11° 34′ 2,8″ O                                         | 1913    | F    | Privat           | 148            | –         | Untergiesing               | 18            |      |
| Paracelsus-Klinik München 48° 9′ 18,7″ N, 11° 37′ 52,2″ O                                              | 1967    | 1    | Privat           | 80             | –         | Englschalking              | 13            |      |
| Privatklinik Josephinum 48° 8′ 44,5″ N, 11° 34′ 52,4″ O                                                | 1893    | 1    | freigemeinnützig | 102            | –         | Maxvorstadt                | 3             |      |
| Rotkreuzklinikum München 48° 9′ 14,5″ N, 11° 31′ 55″ O                                                 | 1892    | 2    | freigemeinnützig | 280            | TUM       | Neuhausen                  | 9             |      |
| Sana-Klinik München-Sendling 48° 6′ 15,5″ N, 11° 32′ 21,9″ O                                           |         | F    | Privat           | 95             | –         | Sendling                   | 6             |      |
| Sana-Klinik München-Solln 48° 4′ 20,9″ N, 11° 31′ 39,7″ O                                              |         | F    | Privat           | 125            | –         | Solln                      | 19            |      |

## Historische Krankenhäuser
- Heilig-Geist-Spital (München)

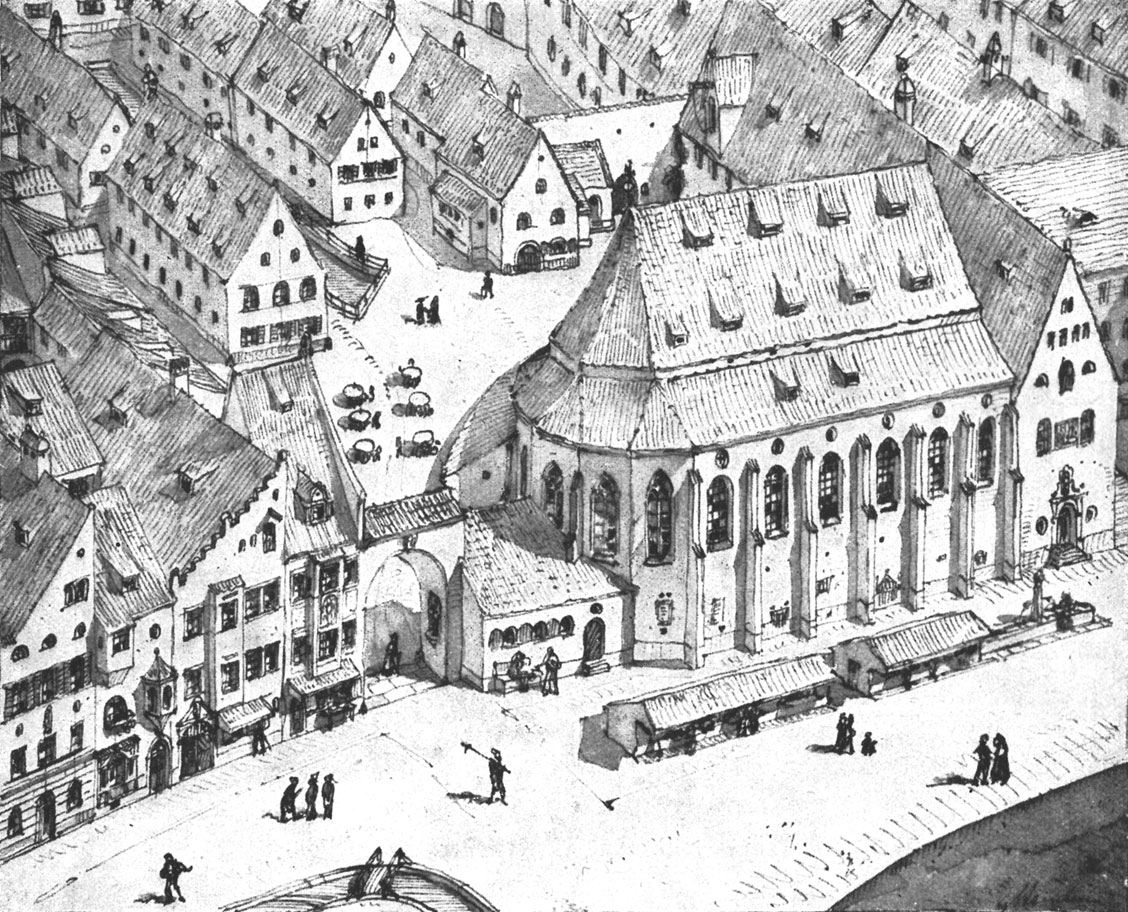
Heilig-Geist-Kirche und Heilig-Geist-Spital nach dem Sandtnerschen Stadtmodell

- Israelitisches Kranken- und Schwesternheim
- Kinderklinik an der Lachnerstraße
- Klinikum links der Isar
- Städtisches Krankenhaus Oberföhring
- Leprosenhaus am Gasteig
- Königlich bayerisches Garnisonslazarett
- Privatklinik Dr. Haas
- Heilanstalt Neufriedenheim